# Liste von Persönlichkeiten der Stadt Rosenheim
In dieser Liste werden die Persönlichkeiten mit Bezug zur Stadt Rosenheim aufgeführt.

## Söhne und Töchter der Stadt

### 16. bis 19. Jahrhundert
- Johann Adlzreiter von Tettenweis (1596–1662), Hofkanzler Kurfürst Maximilians I.
- Casimir (Caspar) Schweizelsperg (1668–nach 1722), Komponist
- Georg Westermayer (1836–1893), Historiker, Dichter und römisch-katholischer Geistlicher
- Adolf Halbreiter (1839–1898), Kunsthandwerker, insbesondere Gold- und Silberschmied, Ziseleur und Entwerfer
- Hermann Rieder (1858–1932), Mediziner, Pionier des Röntgenkontrastmittels
- Josef Brix (1859–1943), Stadtplaner und Hochschullehrer an der Technischen Hochschule Berlin
- Sebastian Finsterwalder (1862–1951), Landvermesser und Mathematiker
- Johann Klepper (1868–1949), Gründer der Klepperwerke, 1948 Ehrenbürger der Stadt Rosenheim
- Josef Enzensperger (1873–1903), Bergsteiger, Naturwissenschaftler, Meteorologe
- Josef Riggauer (1879–1952), Politiker (NSDAP)
- Franz Seraph Henseler (1883–1918), Künstler und Grafiker des Expressionismus
- Hermann Göring (1893–1946), Oberbefehlshaber der Luftwaffe im Dritten Reich, Hauptkriegsverbrecher
- Hans Ritter von Lex (1893–1970), Staatssekretär im Bundesinnenministerium, Präsident des Deutschen Roten Kreuzes
- Willy Rösner (1893–1966), Schauspieler
- Theodor Ostermann (1894–1968), Bibliothekar
- Franz Maierhofer (1897–1943), Gauleiter der NSDAP für Niederbayern-Oberpfalz
- Emil Breitenstein (1899–1971), Politiker (NSDAP) und SA-Führer
- Hans Degen (1899–1971), Generalleutnant im Zweiten Weltkrieg
- Karl Weberpals (1899–1939), Funktionär der Hitler-Jugend und SS
- Emma Hutzelmann (1900–1944), Kommunistin und Widerstandskämpferin gegen das NS-Regime

### 20. Jahrhundert

#### 1901–1950
- Robert Schindlbeck (1911–1999), Arzt
- Georg Schubert (1911–2005), Maler und Grafiker
- Hermann Lemp (1914–1943), Moderner Fünfkämpfer
- Fritz Fend (1920–2000), Automobilkonstrukteur
- Hanns Vogl (* 1920), Brigadegeneral
- Hans Huber (1929–2014), Eishockeyspieler und -trainer
- Sebastian Obermaier (1934–2016), römisch-katholischer Missionar in Bolivien („Padre Sebastian“)
- Georg Bamberg (1936–2023), Politiker, Mitglied des Deutschen Bundestages
- Volkert Haas (1936–2019), Altorientalist und Hochschullehrer
- Bernhard Müller-Hülsebusch (1937–2020), Journalist und Autor
- Wolfgang Zech (* 1937), deutscher Geograph, Bodenkundler und Hochschullehrer.
- Jörg-Dieter Haas (1938–2012), Dramaturg, Theaterregisseur und Theaterintendant
- Erwin Koppe (* 1938), Geräteturner
- Siegfried Fischbacher (1939–2021), Zauberkünstler im Duo Siegfried und Roy
- Josef Frankenberger (* 1943), Geodät
- Günther Maria Halmer (* 1943), Schauspieler
- Silvester Lechner (* 1944), Historiker und Autor
- George Dzundza (* 1945), US-amerikanischer Schauspieler
- Ernst Geyer (* 1945), Journalist und Filmproduzent
- Klaus Kreiser (1945–2024), Orientalist und Turkologe
- Erwin Stolpe (* 1945), Unfallchirurg und Pionier der Luftrettung
- Elisabeth Pflanz (* 1946), Pseudonym Sarah Camp, Schauspielerin, Kabarettistin und Autorin
- Sylvia Nasar (* 1947), Journalistin, Hochschullehrerin und Autorin
- Werner Preißing (* 1947), Unternehmensberater
- Johannes Riedel (* 1949), Richter
- Ludwig Baumann (* 1950), Bassbariton
- Josef Stauber (* 1950), Altphilologe und Epigraphiker

#### 1951–1970
- Hans Peter Fischer (* 1951), Kameramann
- Anton Kathrein junior (1951–2012), Unternehmer in der Antennentechnik
- Barbara Becker-Jákli (* 1952), Historikerin
- Margit Tetz (* 1952), Sozialpädagogin und Fernsehmoderatorin
- Gottfried Brem (* 1953), Veterinärmediziner, Hochschullehrer in München und Wien
- Clemens Eich (1954–1998), Theaterschauspieler und Schriftsteller
- Wolfgang Binder (* 1957), Moderator beim Bayerischen Rundfunk, früher Bobfahrer und Leichtathlet
- Ernst Palmberger (* 1957), Unternehmer und Autorennfahrer
- Angelika Lex (1958–2015), Juristin und Kommunalpolitikerin
- Michael Müller (* 1958), Medienwissenschaftler, Hochschullehrer (Hochschule der Medien Stuttgart), Autor und Berater
- Jürgen Lechl (* 1960), Eishockeyspieler
- Georg Huber (* 1961), Maler, Airbrushkünstler, Autor, Dozent und Verleger
- Christine Kron (1962–2017), Ethnologin, Afrikanistin und Museumsleiterin
- Michael Neugebauer (* 1962), Zehnkämpfer
- Georg Zeitblom (* 1962), Musiker und Performancekünstler
- Konrad Schober (* 1963), Verwaltungsjurist
- Franz Abraham (* 1964), Event-Manager und Produzent
- Tatjana Mittermayer (* 1964), Freestyle-Skisportlerin
- Hartmut Oßwald (* 1964), Jazz- und Improvisationsmusiker
- Lothar Pellkofer (* 1964), Basketballspieler
- Raimond Hilger (* 1965), Eishockeyspieler
- Hannes Zehentner (* 1965), Skirennläufer
- Thomas Helbig (* 1967), Maler
- Stephan Müller (* 1967), Germanist und Hochschullehrer
- Thomas Müller (* 1967), Unternehmer, Investor und Autor
- Thomas Schädler (* 1967), Eishockeyspieler
- Alexander Klaus Stecher (* 1968), Schauspieler, Talkmaster, Moderator, Autor, Popsänger und Fernsehproduzent
- Manfred Stecher (* 1968), Sänger, Schauspieler und Pianist
- Tom Reinbrecht (* 1969), Jazzmusiker
- Mark Benecke (* 1970), Kriminalbiologe
- Maximilian Erbacher (* 1970), Künstler
- Wolfgang Kummer (* 1970), Eishockeyspieler

#### 1971–2000
- Bernd Kühnhauser (* 1971), Eishockeyspieler
- Andreas März (* 1972), Politiker, Oberbürgermeister von Rosenheim
- Florian Slotawa (* 1972), Konzeptkünstler
- Klaus Erika Dietl (* 1974), Maler und Medienkünstler
- Katharina Offel (* 1976), Springreiterin
- Susanne Kraißer (* 1977), Bildhauerin
- Bastian Obermayer (* 1977), Journalist
- Christian Till (* 1977), Eishockeytorwart
- Michael Zech (* 1977), Bodenkundler
- Roland Zech (* 1977), Geograph
- Johannes Honsell (1978–2023), Regisseur und Filmemacher
- Benedikt Schiefer (* 1978), Komponist
- Stephanie Müller (* 1979), Künstlerin, Musikerin und Modeschöpferin
- Robert Müller (1980–2009), Eishockeyspieler
- Rupert Wagner (* 1980), Kanute
- Bumillo, eigentlich Christian Bumeder (* 1981), Poetry-Slammer
- Andrea Diewald (* 1981), Eiskunstläuferin
- Stefanie Dischinger (* 1981), Schauspielerin und Synchronsprecherin
- Cornelia von Fürstenberg, geborene Pollak (* 1981), Schauspielerin
- Martin Tomczyk (* 1981), Rennfahrer
- Leonhard Haas (* 1982), Fußballspieler
- Florian Heller (* 1982), Fußballspieler
- Kathrin Claudia Rein (* 1982), Schauspielerin und Model
- Tobias Schweinsteiger (* 1982), Fußballspieler
- Andreas Winhart (* 1983), Politiker (AfD), MdL
- Patrick Ehelechner (* 1984), Eishockeyspieler
- Emanuel Reiter (* 1984), Musiker
- Cr7z alias Christoph Hess (* 1984), Rapper
- Vera Klima (* 1985), Sängerin und Songwriterin
- Thomas Schenkel (* 1985), Eishockeyspieler
- Jessica von Bredow-Werndl (* 1986), Dressurreiterin
- Benjamin Edmüller (* 1987), Radrennfahrer
- Josef Mayer (* 1988), Eishockeytorwart
- Valentin Preißler (* 1988), Jazzmusiker
- Lars Bender (* 1989), Fußballspieler
- Sven Bender (* 1989), Fußballspieler
- Katharina Leonore Goebel (* 1989), Schauspielerin
- Simon Wenzel (* 1989), Eishockeyspieler
- Tom Wörndl (* 1989), Jazz- und Theatermusiker
- Marco Baldauf (* 1990), Schachspieler
- Thomas Leberfinger (* 1990), Fußballspieler
- Leo Betzl (* 1991), Jazzmusiker
- Philipp Grubauer (* 1991), Eishockeyspieler
- Alexander Schulz (* 1991), Slackliner und Keynote Speaker
- Thomas Hauser (* 1992), Schauspieler
- Max Renner (* 1992), Eishockeyspieler
- Andreas Voglsammer (* 1992), Fußballspieler
- Sebastian Wolfgruber (* 1992), Jazzmusiker
- Sophia Thiel (* 1995), Fitness-Bloggerin, Bodybuilderin und YouTuberin
- Sebastian Schmitt (* 1996), Basketballspieler
- Robin Ungerath (* 1998), Fußballspieler
- Selina Ostermeier (* 1999), Fußballspielerin
- Maria Lange  (* 2000), Fußballspielerin

### 21. Jahrhundert
- Laura Tiefenbrunner (* 2001), Tischtennisspielerin
- Johanna Puff (* 2002), Biathletin
- Andreas Hirtlreiter (* 2003), Fußballspieler
- Julia Kink (* 2004), Biathletin
- Sebastian Hartmann (* 2004), Basketballspieler
- Jonathan Gräbert (* 2007), Nordischer Kombinierer

## Mit Rosenheim verbundene Persönlichkeiten
- Johann Rieder (1633–1715), erster Hof- und Leibschiffmeister des Kurfürstentums Bayern, lebte lange Zeit in Rosenheim.
- Ernst von Gagern (1807–1865), in den 1830er Jahren als Kaplan in Rosenheim tätig.
- Julius Mayr (1855–1935), Arzt, Schriftsteller und Alpenvereinsfunktionär, Freund und Biograph Wilhelm Leibls, vehementer Kritiker des Nationalsozialismus, Praxis und Wohnsitz in Rosenheim, auf dem Rosenheimer Friedhof beigesetzt
- Georg Zahler (1879–1957), Kommunalpolitiker der NSDAP, von 1935 bis 1938 Oberbürgermeister von Rosenheim
- Michael Schmaus (1897–1993), katholischer Dogmatiker, absolvierte das Gymnasium in Rosenheim
- Alois Hundhammer (1900–1974), Politiker, 1945–1948 Vorsitzender der CSU, 1946–1950 Staatsminister für Unterricht und Kultus, 1946–1970 MdL für den Stimmbezirk Rosenheim
- Waldemar von Knoeringen (1906–1971), Politiker (SPD), 1946–1971 MdL, 1949–1951 MdB, 1958–1962 Stellv. Vorsitzender der SPD in Bayern, lebte in Rosenheim (Aisingerwies)
- Horst Herold (1923–2018), Präsident des Bundeskriminalamts; wohnte seit der Pensionierung bis kurz vor seinem Tod in Rosenheim
- Gertruda Grubrová-Goepfertová (auch Gertrude Gruber-Goepfert) (1924–2014), tschechische Malerin, Illustratorin und Dichterin, 50 Jahre lebte und starb in Rosenheim
- Franz Neubauer (1930–2015), Politiker, 1977–1978 Staatssekretär im Justiz- und 1978–1984 im Innenministerium, 1970–1986 MdL für Rosenheim, 1984–1987 Minister für Arbeit und Sozialordnung, 1982–2000 Sprecher der Sudetendeutschen Landsmannschaft, kam als Vertriebener 1946 nach Rosenheim
- Ray Manzarek (1939–2013), US-amerikanischer Musiker (The Doors) und Schriftsteller, in Rosenheim gestorben
- Horst Rankl (* 1940), Schriftsteller, Rosenheim ist seine Heimatstadt
- Edmund Stoiber (* 1941), ehemaliger Ministerpräsident von Bayern, besuchte in Rosenheim das Ignaz-Günther-Gymnasium
- Mario Venzago (* 1948), Schweizer Pianist, Chefdirigent und Künstlerischer Leiter des Berner Symphonieorchesters; wohnt seit einiger Zeit in Rosenheim
- Franz Xaver Gernstl (* 1951), Dokumentarfilmer, lebte bis Mitte der 1970er Jahre in Rosenheim und sammelte im Filmclub Lokschuppen erste Erfahrungen
- Eisi Gulp alias Werner Eisenrieder (* 1955), bayerischer Schauspieler, Kabarettist, Fernsehmoderator und -reporter und Comedy-Star; wohnt seit einiger Zeit in Rosenheim
- Hans Demmel (* 1956), Journalist und Medienmanager; wuchs in Rosenheim auf
- Armin Kratzert (* 1957), Schriftsteller und Journalist, wuchs in Stephanskirchen auf und besuchte das Finsterwalder-Gymnasium Rosenheim bis zum Abitur
- Rudolf „Rudy“ Ratzinger (* 1966), Komponist und kreativer Kopf hinter dem Projekt „Wumpscut“
- Karl-Theodor zu Guttenberg (* 1971), Politiker, wuchs in Neubeuern auf und besuchte das Ignaz-Günther-Gymnasium Rosenheim bis zum Abitur
- Nick McCarthy (* 1974), Gitarrist, Background-Sänger, Keyboarder und Songschreiber der schottischen Band Franz Ferdinand, wirkte als Musiker lange in Rosenheim
- Herbert Schuch (* 1979), Pianist, ging in Rosenheim zur Schule und wurde mit einem Förderstipendium der Stadt ausgezeichnet
- Airen (* 1981), Schriftsteller, wuchs ab 1987 in Rosenheim auf und besuchte das Finsterwalder-Gymnasium bis zum Abitur
- Bastian Schweinsteiger (* 1984), Fußball-Nationalspieler, spielte von 1992 bis 1998 beim TSV 1860 Rosenheim